# Porcellio ovalis
Porcellio ovalis is een pissebed uit de familie Porcellionidae. De wetenschappelijke naam van de soort is voor het eerst geldig gepubliceerd in 1893 door Adrien Dollfus.